# シガレッツ・アンド・アルコール
「シガレッツ・アンド・アルコール」 (Cigarettes & Alcohol) は、イギリスのロックバンドであるオアシスが1994年に発表した楽曲、および同曲を収録したシングル。

## 概要
ノエル・ギャラガー作詞・作曲。デビュー・アルバム『オアシス』からのシングル・カット第4弾。全英シングルチャートで7位を記録。日本盤CDは発売されていないが、カップリング曲が全て「ホワットエヴァー」に収録されている。

## 背景
『スーパーソニック』と『シェイカーメイカー』がサイケデリックなイメージで、『リヴ・フォーエヴァー』は優しいメロディー、歌詞であるのに対し、『シガレッツ・アンド・アルコール』は荒削りなイメージである。
タバコ、アルコールとドラッグが労働階級の人々にとっての救いだという典型的なイメージを示している。このような歌詞が1990年代中頃の感傷的なヨーロッパの社会状況で、共感を呼んだ。
クリエーション・レコードのアラン・マッギーは、この曲を最初に聞いたとき、過去25年に書かれたどの曲よりも最もよく社会状況を表している曲だと思ったと述べている。 

この曲はオアシスが『シェイカーメイカー』同様に瓢作で訴えられた2例目で、メインのギターリフがT・レックスの『ゲット・イット・オン』と、チャック・ベリーの『リトル・クイーニー』から"拝借"されている。
また、イントロがハンブル・パイのカバーした『カモン・エブリバディ』に類似している。

## カップリング曲
ビートルズの『アイ・アム・ザ・ウォルラス』のカバーと、6分のスロウなロックチューンの『リッスン・アップ』、子供のころの夢が崩れ去っていくことを綴った歌詞の『フェイド・アウェイ』の三曲がカップリングとして収録されている。
いずれの曲もB面集アルバムの『ザ・マスタープラン』に収録されている。
アコースティックバージョンの『フェイド・アウェイ』がチャリティーCDの『ザ・ヘルプ・アルバム』と、1998年リリースの『ドント・ゴー・アウェイ』のシングルに収録されている。

『アイ・アム・ザ・ウォルラス』は、実際はグラスゴー・キャットハウスで録音されたものではなく、ソニー・ミュージックとの契約に関する重役会議で録音されたものである。
フェイシズのブートCDから取られた歓声や雑音を使い、本当のライブバージョンのようにしている。

## 収録曲
- 英国盤CD CRESCD 190
  1. シガレッツ・アンド・アルコール - "Cigarettes & Alcohol" – 4:48
  2. アイ・アム・ザ・ウォルラス - "I Am the Walrus" (live) – 8:15
  3. リッスン・アップ - "Listen Up" – 6:39
  4. フェイド・アウェイ - "Fade Away" – 4:13

- 7インチアナログ CRE 190
  1. シガレッツ・アンド・アルコール - "Cigarettes & Alcohol" – 4:48
  2. アイ・アム・ザ・ウォルラス - "I Am the Walrus" (live) – 8:15

- 12インチアナログ CRE 190T
  1. シガレッツ・アンド・アルコール - "Cigarettes & Alcohol" – 4:48
  2. アイ・アム・ザ・ウォルラス - "I Am the Walrus" (live) – 8:15
  3. フェイド・アウェイ - "Fade Away" – 4:13

- カセット CRECS 190
  1. シガレッツ・アンド・アルコール - "Cigarettes & Alcohol" – 4:48
  2. アイ・アム・ザ・ウォルラス - "I Am the Walrus" (live) – 8:15

## チャート
| チャート (1994年)                        | 最高位 |
| ---------------------------------------- | ------ |
| ヨーロッパ (Eurochart Hot 100)           | 30     |
| アイルランド (IRMA)                      | 15     |
| スコットランド (Official Charts Company) | 5      |
| UK シングルス (OCC)                      | 7      |